# Моћ
Моћ је вишезначан и вишеслојан појам. У истраживању овог појма могуће је издвојити, дисциплинарно, следећа значења: лингвистичко, филозофско, теолошко, антрополошко, психолошко, социолошко, политиколошко и правно. Такође, моћ се може изучавати с аспекта порекла, развоја, облика, структуре, функција, суштине и вредности. На основу ових приступа истраживању моћи, развиле су се различите теорије и теоријски ставови.
Најчешће се дефинише као могућност једног субјекта да наметне вољу другом, без обзира желео то овај или не.

## Појам моћи
Ослањајући се на уводни део чланка, даље следи приказивање значења појма моћи са аспекта различитих дисциплинарних приступа који су се развили при проучавању овог појма:

### Моћ у филозофији
Филозофију, када је о појму моћи реч, интересује превасходно суштина овог појма. У филозофском схватању појам моћ јавља се у три значења:
- моћ као пука моћ,
- моћ као надмоћ и
- моћ као могућност[6][б].

Моћ као пука моћ је у односу на човека неутрална. То је моћ коју поседују и природа и животиња и човек. Ту се ради о моћи опстанка, преживљавања, кретања и развоја. Непоседовање моћи у овом смислу значи застој, непокретност, распад, уништење.
У значењу моћи као надмоћи субјект моћи је човек. Тако се моћ као надмоћ испољава у значењу владања, управљања, заповедања, угњетавања, присвајања, отимања. Оваква моћ подразумева хијерархију и зависност, односно надређене и подређене, тлачитеље и тлачене, итд.
Значење моћи као могућности односи се на човекове стваралачке потенцијале. Стваралаштво само по себи је моћ. Нема немоћног стваралаштва. Стваралачка моћ је откривање још рационалнијег, још употребљивијег и још хуманијег. Стваралачка моћ ослобађа човека од различитих врста зависности и успоставља односе међу људима на вишем и квалитетнијем нивоу. И моћ као надмоћ, ако није заснована на сили, насиљу и доминацији, може да носи у себи стваралачку могућност.
У овом смислу, значења моћи као надмоћи и моћи као могућности додирују се или поклапају.

### Моћ у социологији
У социолошком схватању појма моћи најбитнија су два значења:
- моћ појединаца у односу на друштвене групе и друштво и
- моћ друштвених група у друштву.[15]

Социолога интересује какве последице по друштво изазива моћ појединаца у односу према групи којој припада и друштву у којем дела. Такође, какве последице по друштво и друштвени развој настају утицајем моћи друштвених група. У том смислу, у социолошком схватању моћи истражују се облици, структура и функционисање моћи.

### Моћ у политици и политичким наукама
У политици и политичкој науци појам моћи има средишње место. Први је овај појам у нововековној политичкој филозофији, у којој се зачињу модерне политичке науке, обрадио Томас Хобс. Према Хобсу, моћ човека чине „средства којима он тренутно располаже ради добијања неког будућег видљивог добра. Моћ је оригинална или инструментална“. Човекову природну моћ „чине изванредне способности телесне или духовне, као што је необична снага, телесна кондиција, мудрост, вичност, дарежљивост, слободоумност, великодушност, племенитост.“ Инструментална моћ заснива се на наведеним природним способностима или, како наводи Хобс, на срећним стицајем околности и означава те способности као средства за постизање још већег богатства, уважавања и пријатељства. Међутим, највећа људска моћ за Хобса је моћ државе или моћ највећег броја људи, „удружених по споразуму у једну личност, природну или грађанску“. Хобсово одређење моћи битно је утицало на каснију политичку и социјалну мисао. Један број савремених политичких мислилаца и социолога сматра да је Хобсово одређење моћи током времена само варирало на различите начине.

## Одређења моћи
- Још је, у античкој филозофији, Аристотел почетак промене или покрета означио као моћ.[21]
- За разлику од овог (Аристотеловог) широког и начелног одређења моћи, Макс Вебер је дао специфичније и операционалније. Моћ, по Веберу, подразумева „изгледе једног човека или више људи да спроведу сопствену вољу у неком заједничком делању, чак и упркос отпору других који у том делању учествују."[22][21] У суштини Веберовог одређења моћи је наметање воље. Оно се може реализовати прихватањем (послушношћу, дисциплином) или сламањем отпора. За остваривање моћи, по Веберу, најуспешнија су средства дисциплина и власт. Ако се ова средства поседују, моћ неће остати само шанса, већ ће се у потпуном смислу реализовати. Из овог Веберовог схватања моћи један број аутора закључује да се у суштини моћ одређује као надмоћ.[21][д]
- Роберт Бирстет моћ дефинише као латентну способност да се наметне сила у одређену друштвену ситуацију. За Бирстета моћ је друштвена појава. Он наглашава разликовање моћи од престижа, утицаја, власти, права, снаге и ауторитета. По њему, моћ се може јавити у формалној организацији, неформалној организацији и неорганизованој заједници.[25][21]
- За Бертрана Расела моћ је „основни појам у друштвеним наукама у истом смислу у коме је енергија основни појам у физици“. Концепт моћи се, по Раселу, ограничава на „продукцију намераваних учинака“.[26][27]
- За Феликса Опенхајма, пак, моћ је способност утицаја, ограничавања или кажњавања. Поседовати моћ значи „бити способан подредити друге нечијој контроли, односно ограничити њихову слободу."[5][28][ђ]
- Према Роберту Далу, моћ има неко над неким у оној мери у којој може постићи да тај други учини нешто што иначе не би учинио.[30][28] У једном каснијем раду, Дал не остаје на овом потенцијалном одређењу моћи, већ у новом одређењу каже да она више није само значајан него успешан покушај. У првом одређењу имамо одређење поседовања моћи а у другом њеног коришћења.[28]
- Значајно је поменути и одређење моћи Петера Бахрана и Мортона С. Бараца. По њима, „у оној мери у којој нека особа или група — свесно или несвесно — ствара или учвршћује препреке јавном претресању сукоба око мера политике, та особа или група има моћ“.[31] Њихово схватање моћи ослоњено је, или на принуду, или на утицај, или на ауторитет, или на манипулацију.[28]
- За разлику од оваквог (изнад) схватања моћи, схватање Талкота Парсонса ослоњено је на ауторитет, сагласност и реализацију колективних циљева. Моћ је према Парсонсу, „уопштена способност да се обезбеди извршавање важећих обавеза од стране јединица у систему колективне организације, где се те обавезе легитимизују позивањем на њихову везу с колективним циљевима и где у случају непристајања може да се очекује привола путем негативних ситуационих санкција — ма каквим посредством се та правила вршила“.[32][28] Још треба додати да Парсонс моћ схвата „као успешан медиј за мобилисање предузетих или утврђених обавеза у интересу успешног колективног делања“.[33] Свака претња силом без легитимације или оправдања не може се, по њему, назвати употребом моћи.[28][5]
- Никос Пуланцас моћ одређује као „способност једне друштвене класе да оствари своје специфичне објективне интересе."[34][35] Појам моћи не може се „применити на међуиндивидуалне односе или на односе чија се конституција испољава према одређеним околностима, као независна од свог места у проецесу производње, то јест, у класно подељеним друштвима, од класних борби: на пример на непријатељске односе, или на односе између чланова неког спортског удружења итд.“[36][35]
- Интерес је у центру и Галбрајтова одређења моћи. По њему, „моћ је способност појединца или групе да своје интересе намећу другима“.[37][35][е]
- Моћни и утицајни људи за Рајта Милса су они који су у „могућности да остварују своју вољу чак и онда када се томе други људи опиру“.[5][40] Само онај ко учествује у управљању крупним институцијама може бити моћан. За Милса је везана и концепција о моћи као сума — нули. Милс полази од става да је количина моћи у датом друштву одређена. Према томе, сваки би имао онолико моћи колико је другоме одузео или колико други не би имао.[5][35]
- Разграничавајући и анализирајући појмове моћ, јачина, сила, снага Хана Арент сматра да „моћ никада није својство појединаца“. Моћ „припада групи и постоји само док група остаје на окупу. Када кажемо за некога да је на власти, у ствари говоримо о томе да га је известан број људи овластио да дела у њихово име. Онога тренутка када ишчезне група из које је потекла моћ (potestas in populo, без људи или групе не постоји моћ), његове власти исто тако нестаје."[5][41][35] За разлику од моћи, која је дељива, јачина је недељива јер припада појединцу. Јачини увек прети опасност од моћи множине да је надвлада и уништи. Када се појединац изједначи са моћи или је може надвладати, онда је у питању снага својствена сили. Уз помоћ насилних средстава појединац може да принуди многе или све на покорност. Сила може да разори и уништи моћ, али не може је заменити. Као пример повезивања силе и немоћи Хана Арент узима тиранију. Сила много лакше уништава моћ него јачину. Јачина може да се одупре сили или да је стоички подноси, али моћ не може.[42][ж]
- И Никлас Лухман моћ не одређује као доминацију. Моћ је за њега комуникацијски медиј. С теоријом комуникацијских медија настаје појам моћи. Моћ је „способност повећања учинка у променљивим друштвеним условима“.[46] Она подразумева да и поседник и поданик моћи у комуникацијском процесу селекционишу могућности. Моћ силу потеже само онда када хоће да промени систем чија се комплексност више не може контролисати.[47]

## Порекло, облици, структура и функције моћи

### Порекло
По пореклу моћ извире из природних способности човека и из природе социјалних односа који настају у различитим историјским и друштвеним околностима и епохама. Изванредне природне способности везане су за појединце који на основу њих имају и располажу с моћима. Током историје људских друштава те појединачне моћи имале су снажан, некад и пресудан утицај на политичке заједнице и одређена друштва. Оно што је битно за коришћење тих моћи јесте њихова рационална и ирационална употреба.